# Константиновка (Маріїнський округ)
Константи́новка (рос. Константиновка) — присілок у складі Маріїнського округу Кемеровської області, Росія.

## Населення
Населення — 143 особи (2010; 193 у 2002).
Національний склад (станом на 2002 рік):
- росіяни — 97 %